# إسماعيل رويز
إسماعيل رويز (بالإسبانية: Ismael Ruiz Salmón)‏ (7 يوليو 1977 بسانتاندير في إسبانيا - ) هو لاعب كرة قدم إسباني في مركز الوسط، شارك في الألعاب الأولمبية الصيفية 2000. وشارك مع منتخب إسبانيا تحت 18 سنة لكرة القدم ومنتخب إسبانيا تحت 20 سنة لكرة القدم ومنتخب إسبانيا تحت 21 سنة لكرة القدم ومنتخب إسبانيا تحت 23 سنة لكرة القدم. أما مع النوادي، فقد لعب مع راسينغ سانتاندير وريال أوفييدو وBenidorm CF ‏ ورايو كانتابريا ‏ ونادي تيراسا ‏.

## وصلات خارجية
- إسماعيل رويز على موقع الاتحاد الدولي (مؤرشف)  (الإنجليزية)
- إسماعيل رويز على موقع قاعدة بيانات كرة القدم.إي يو (الإنجليزية)
- إسماعيل رويز على موقع أوليمبيديا (الإنجليزية)